# Голеску, Александру
Александру Г. Голеску (рум. Alexandru G. Golescu; 1819 — 15 августа 1881) — румынский государственный деятель. Дипломат. Премьер-министр Княжества Румынии (с 14 февраля по 18 апреля 1870 года). Министр иностранных дел Княжества Румынии) (2 февраля — 20 апреля 1870 года). Министр внутренних дел Княжества Румынии (2 февраля — 30 марта 1870 года). Министр финансов (16 ноября 1868 — 27 января 1870 года).

## Биография
Член боярской семьи Голеску из Валахии. Его двоюродными братьями были румынские революционеры, видные политики, премьер-министры Румынии Штефан и Николае Голеску. Александру Голеску часто называют Александру Голеску Негру (Чёрный).
Образование получил в престижной Коллегии Святого Саввы, затем, изучал историю и экономику в Национальной высшей школе искусств и ремёсел в Париже (1834—1839), после окончания которой вернулся в Валахию, чтобы стать инженером.
В 1843 году вместе с Николае Бэлческу , Ионом Гика и Кристианом Теллем, основал радикальное тайное общество «Frăţia» («Братство»). Целью обществав было свержение Валашского господаря Георгия III Дмитрия Бибеску. В 1845 году Александру Г. Голеску эмигрировал в Париж, где стал членом революционного общества румынских студентов. После событий во Франции в 1848 году эмигранты из Валахии и Молдавии начали возвращаться на родину.
Активный участник революции 1848 года в Дунайских княжествах. Был членом революционного комитета, сформированного на основе общества «Frăţia». Позже, секретарь Временного правительства, направлен в качестве дипломатического агента в Париж. 14 июля 1848 года призвал власти французской Второй республики поддержать «борьбу с угрозой вмешательства Османской и Российской империй в дела Валахии». Активно участвовал в переговорах о заключении соглашения между венгерским правительством Лайоша Кошута и трансильванско-румынским национальным движением Аврама Янку, но его усилия были безуспешными.
После подавления революции совместной турецко-русской интервенцией, остался в изгнании до 1856 года. После того, как Россия была занята последствиями Крымской войны, вместе с частью интеллигенции вернулся на родину, когда оттуда ушли российские войска. Включился в кампанию за объединение Валахии и Молдавии, успешно закончившейся в 1859 году объединением Дунайских княжеств.
Кароль I отправил его дипломатическим агентом при дворе султана в Константинополь (1866—1868).
Лидер румынской Национально-либеральной партии (1875—1881).
Занимал пост министра по делам религий, министра финансов Княжества Румынии (1868—1870), министра иностранных дел Княжества Румынии (2 февраля — 20 апреля 1870 года). Министр внутренних дел (2 февраля — 30 марта 1870 года).
С 14 февраля по 18 апреля 1870 года возглавлял правительство Княжества Румынии.
Во время своего правления официально открыл государственный монетный двор, где чеканились первые румынские золотые и серебряные монеты. В марте 1870 года был принят «Закон о полиции и эксплуатации румынских железных дорог», который предусматривал создание железнодорожной полиции.
К концу жизни, ушёл из политики и сосредоточился на заботе о своей семье, у него было 11 детей.
Умер 15 августа 1881 года  в возрасте 62 лет в своем поместье в Русэнешти жудец Олт .